# Empis mollis
Empis mollis är en tvåvingeart som beskrevs av Syrovatka 2000. Empis mollis ingår i släktet Empis och familjen dansflugor.
Artens utbredningsområde är Slovakien. Inga underarter finns listade i Catalogue of Life.